# Jamila Hamddan Lachkar
Jamila Hamddan Lachkar (M'Tioua (Marokko), 6 juli 1972) is een Belgisch politica voor CD&V.

## Levensloop
Jamila Hamddan Lachkar werd geboren in Marokko. In 1971 ging haar vader als gastarbeider naar Nederland om twee jaar later naar Mechelen te komen. In 1977 haalde haar vader het hele gezin naar België. Ze werd bachelor communicatiemanagement aan De Ham Hogeschool en behaalde het diploma Intercultureel Management aan het Centrum voor Interculturele Communicatie en Internationale Samenwerking. Ze werd verantwoordelijke diversiteit en gelijke kansen bij de ACV-afdeling Mechelen-Rupel.
In 1999 werd ze politiek actief voor de toenmalige CVP. Voor deze partij en daarna de CD&V was ze van 2001 tot 2006 gemeenteraadslid van Mechelen. Vervolgens verhuisde ze naar Bonheiden.
Bij de Vlaamse verkiezingen van 25 mei 2014 stond Hamddan Lachkar als vierde opvolgster op de CD&V-lijst in de kieskring Antwerpen. In december 2018 volgde ze Kathleen Helsen op in het Vlaams Parlement, een mandaat dat ze uitoefende tot in mei 2019. Bij de Vlaamse verkiezingen van 26 mei 2019 stond ze als eerste opvolger op de lijst.